# 砖 (电子设备)
砖（英語：brick）是指因严重配置错误、固件损坏或硬件故障，导致修复前无法正常使用的消费电子产品，如智能手机、游戏机、路由器、平板电脑等。由于设备损坏后与砖头无异，故此得名。作为动词时，中文称变砖，例如“我的MP3播放器修改固件后变砖了。”

## 成因与避免
变砖通常是在试图对设备进行升级时不希望发生的后果。许多设备的升级过程是不能中断的；如果升级因电源故障、用户介入等原因被中断，现有的固件可能只会写入一部分，从而变得不可用。如果事先采取足够的措施，防止升级被意外中断，这种风险可以被最小化。
安装有错误的固件，与硬件修订版本不匹配的固件，或对固件进行其不能胜任的修改，例如一个只能播放部分区域DVD的固件，会导致变砖。
变砖也可能因为恶意软件，或本身并无恶意，但却存在程序错误的软件从而损坏设备所致。
一些设备内含两份一样的固件，一份是激活的，供日常使用；另一份则被固定在通常无法接触到的ROM中。如果激活的固件损坏了，它可以被备用的那份替代，从而避免设备变砖。另一些设备则采取内置一个可以被开关或跳线开启的最小化“引导”固件，本身不会让设备恢复，但可以利用它来重新加载主固件。

## 种类

### 软变砖
软变砖的设备通常都会有一些生命迹象。这类设备通常无法成功引导，卡在商标处，或无限重启。软变砖的主要原因是固件无效或损坏，刷写错误的脚本或试图root设备。另一些原因包括缓存无效，恶意软件或读/写权限不正确。Android系统中的部分程序错误会导致设备不断崩溃。
只要将内部储存清空，并重新刷写固件，设备便可从软变砖中恢复。有时还可能需要对内部储存进行重新分区以便使其正常。

### 硬变砖
也称之为“黑砖”。硬变砖的设备通常几乎没有生命迹象。这类设备无法充电，或无法显示商标，屏幕基本不亮。硬变砖的主要原因是安装并非为目标设备设计的固件，中断刷写流程或遵循错误的刷写步骤。另一些原因包括刷写根文件时却用其它文件。还有一些内核中的程序错误会导致在擦除系统和刷机的过程中，包含/data分区的eMMC芯片损坏。
恢复硬变砖的设备通常是很困难的，而且需要借助JTAG来重新刷写固件。有些情形下不可能使用JTAG修复，则必须更换设备主板。

## 变砖恢复
一些由于其非易失性储存器中的内容不正确从而变砖的设备，可以通过额外的硬件（调试板）来直接读写储存器，就像给一个储存器是空白的新设备刷机一样。这种“变砖”和“恢复”时常发生在固件的测试和开发工作中。
在某些软件和硬件通常很复杂的流程中，可以发现一个进行变砖恢复的好机会。不存在通用的方法，方法因设备而异。也存在一些用户编写的修改器，可以使变砖或半变砖的设备恢复正常，例如Wiibrew的BootMii可以用来修复半变砖的Nintendo Wiis，Odin程序可以对一些三星的Android设备刷写固件，以及Android所使用的fastboot协议。

## 系统
原则上，任何包含可刷写固件，或把关键设置保存在闪存或EEPROM中的设备都会变砖。许多（但并非全部）固件可被用户升级的设备都有防止变砖的保护措施。
常常变砖的设备包括：旧PC（新型号通常设有双BIOS，或其它防止变砖的保护），许多移动电话，类似PSP以及Nintendo DS的掌上游戏机，形如Nintendo Wii、Xbox 360、PlayStation 3、PS4、XBOX ONE的游戏终端，许多SCSI设备，部分硬盘和路由器。
至少部分面向消费者市场的路由器型号，在用户定义一个不存在连续 1 和 0 的子网掩码时，将失去响应。即使只有单独一个比特被置位，路由器也可能会变砖，一切说明书中的标准的故障排除方法均无效。对这样的路由器进行变砖恢复，可能需要拆开外壳，短接一些主板上的跳线，然后用USB线缆将它连接到一台具有USB 1.1接口的旧电脑，运行厂商提供的特殊DOS程序，然后重新启动路由器。这个方法会将路由器刷回原始固件和出厂设置。
电动车，例如Tesla Roadster，在电池完全放电的情况下会变砖。
有时候，在PC主板升级时中断，例如停电或失去耐心的用户打断，会导致主板变砖。通过把另一块类似主板的BIOS芯片安装上去，使主板至少足以从软盘启动，就有可能重试刷写流程，修复主板。

## 在线和移动业务
许多能够访问在线服务的新系统（如Xbox, Xbox 360, PlayStation 3和iPhone），设有一个基于硬件的内部唯一标识符，使每个单独的系统都允许通过网络跟踪，并可以被屏蔽以阻止其访问在线服务。被屏蔽的系统在进行与在线服务无关的操作时通常正常，但被在线服务的使用者们视作「变砖」。
移动电话具有一个固定的识别代码IMEI。一个报告失窃的电话可以被有效地根据IMEI被网络屏蔽，尽管任何具有必要专业知识和设备的人通常都可以修改IMEI。
2011年，美国参议员查克·舒默提议，把被报告失窃的电话都变砖。一些当地警官赞成这一做法。2012年4月，FCC宣布，这一服务将在年底可用。